# Kings & Queens of the Underground
Kings & Queens of the Underground es el séptimo álbum de estudio de Billy Idol, publicado el 17 de octubre de 2014 y producido por Trevor Horn.

## Lista de canciones
1. «Bitter Pill»
2. «Can't Break Me Down»
3. «Save Me Now»
4. «One Breath Away»
5. «Postcards from the Past»
6. «Kings & Queens of the Underground»
7. «Eyes Wide Shut»
8. «Ghosts in My Guitar»
9. «Nothing to Fear»
10. «Love and Glory»
11. «Whiskey and Pills»